# انباشتگاه

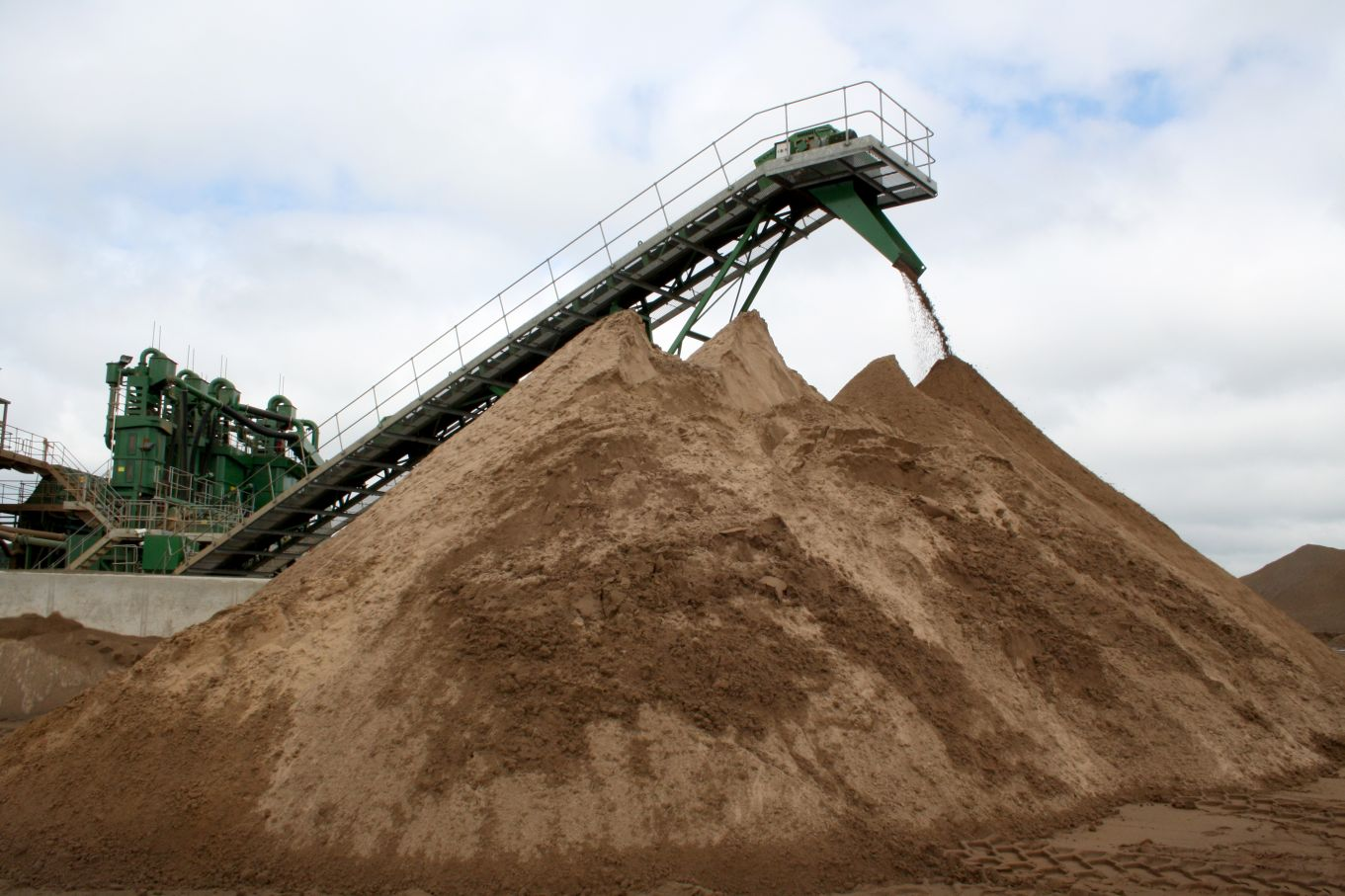
انباشتگاه ماسه

تپه انباشتگاه، پشته انباشتگاه یا توده انباشتگاه (به انگلیسی: Stockpile) توده انباشته‌ای از کالاها یا مواد، پیش یا پس از بارگیری به ویژه یک ذخیره‌گاه برای استفاده در زمان کمبود و موارد اضطراری. معمولاً در زمان بارگیری یا تخلیه مواد فله نیز انباشتگاه به‌طور اجتناب‌ناپذیری شکل می‌گیرد.
یک انباشتگاه ساده به وسیلهٔ تخلیه از کامیون کمپرسی یا از طریق فشار وارد کردن بولدوزرها یا از روی نوار نقاله در محل انباشت شکل می‌گیرد.